# The Brotherhood II: Young Warlocks
The Brotherhood II: Young Warlocks és una pel·lícula de David Decoteau, la segona de la sèrie The Brotherhood, estrenada el 2001.

## Argument
En una exclusiva escola privada, l'acadèmia Chandler, tres amics John, Marcus i Matt són els marginats de la classe. Constantment en problemes amb l'escola, intimidats pels altres estudiants i incapaços de lligar amb les noies que desitgen, sospiren per ser populars. Quan el misteriós i atractiu Luc arriba al campus, tenen l'oportunitat de canviar les seves vides. Luc inicia els tres amics en un misteriós i estrany ritual gràcies al qual guanyaran la popularitat i el respecte que mai no haguessin imaginat. Però alhora Marcus i Matt es veuran arrossegats per un món de mort, destrucion i corrupció que farà comprendre John: Luc vol alguna cosa d'ell i els seus amics... les seves ànimes!

## Repartiment
- Forrest Cochran: Luc
- Sean Faris: John Van Owen
- Stacey Scowley: Mary Stewart
- Jennifer Capo: Mrs. Stevens
- Justin Allen: Matt Slayton
- C. J. Thomason: Marcus Ratner
- Noah Frank: Harlan Ratcliff
- Greg Lyczkowski: Randall
- Julie Briggs: Headmistress Grimes
- Ari Welkom: Alex
- Holly Sampson: Trini